# Mittelland-Route (Schweiz)

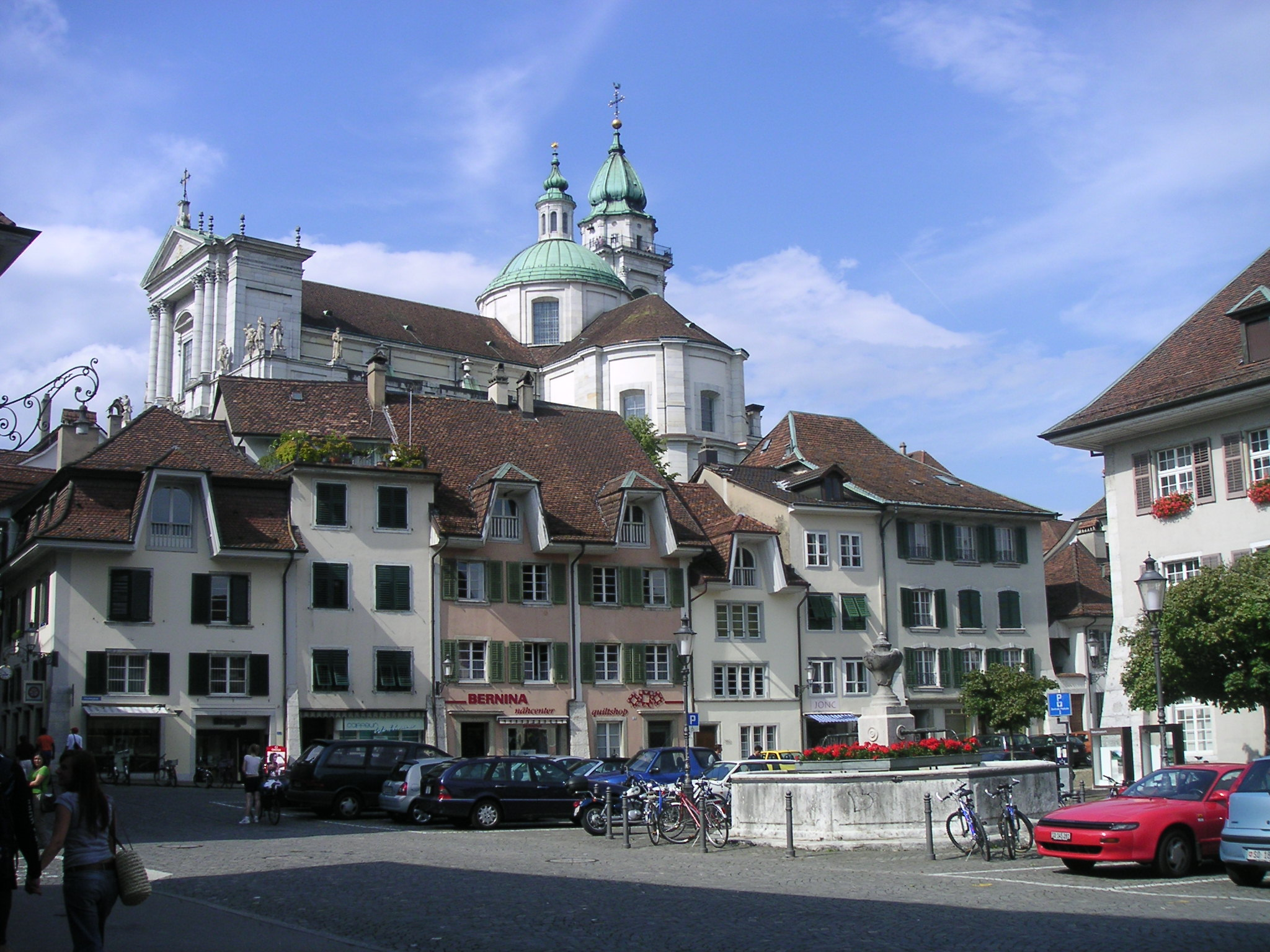
Solothurn

Die Mittelland-Route ist die Nationale Fahrradroute 5 in der Schweiz. Sie beginnt in Romanshorn, verläuft über Winterthur, Zürich, Aarau, Solothurn und Biel, nach Lausanne.
Die Nationale Fahrradroute 5 hat eine Länge von 370 km, wovon 85 km ungeteert sind. In beiden Richtungen sind 1600 Höhenmeter zu bewältigen. Sie wird von Veloland Schweiz sowohl für Kondition als auch für die Anforderung als leicht eingestuft.
Die Route ist wie die anderen nationalen Fahrradrouten in der Schweiz mit roten Hinweisschildern gekennzeichnet.

## Anschlussrouten
In Romanshorn Anschluss an die Rhein-Route; von Brugg bis Biel verläuft die Aare-Route parallel; in Aarau Anschluss an die Nord-Süd-Route; in Lausanne an die Rhone-Route.

## Veloverlad
Durch einen sogenannten Veloverlad können Höhenmeter eingespart werden. Bei Benutzung der vorgeschlagenen Veloverlade sind es von Romanshorn nach Lausanne nur 1050 Höhenmeter, in Gegenrichtung 1170 m.